# Wald-Läusekraut
Das Wald-Läusekraut (Pedicularis sylvatica) ist eine Pflanzenart aus der Gattung Läusekräuter (Pedicularis) innerhalb der Familie der Sommerwurzgewächse (Orobanchaceae). Es ist durch seinen Gehalt an Aucubin giftig und wurde früher gegen Läuse verwendet, daher stammt auch der deutsche Name.

## Beschreibung

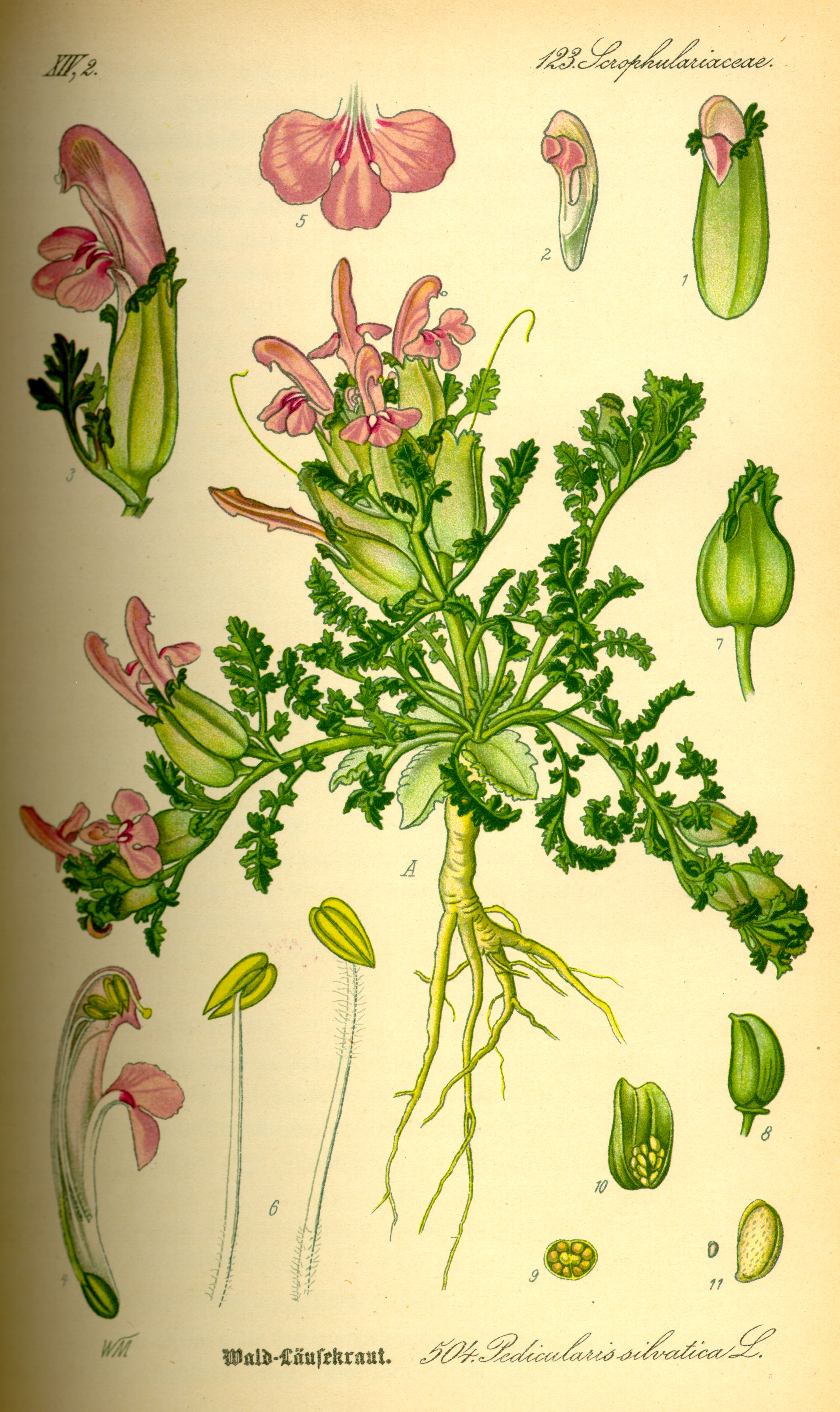
Illustration

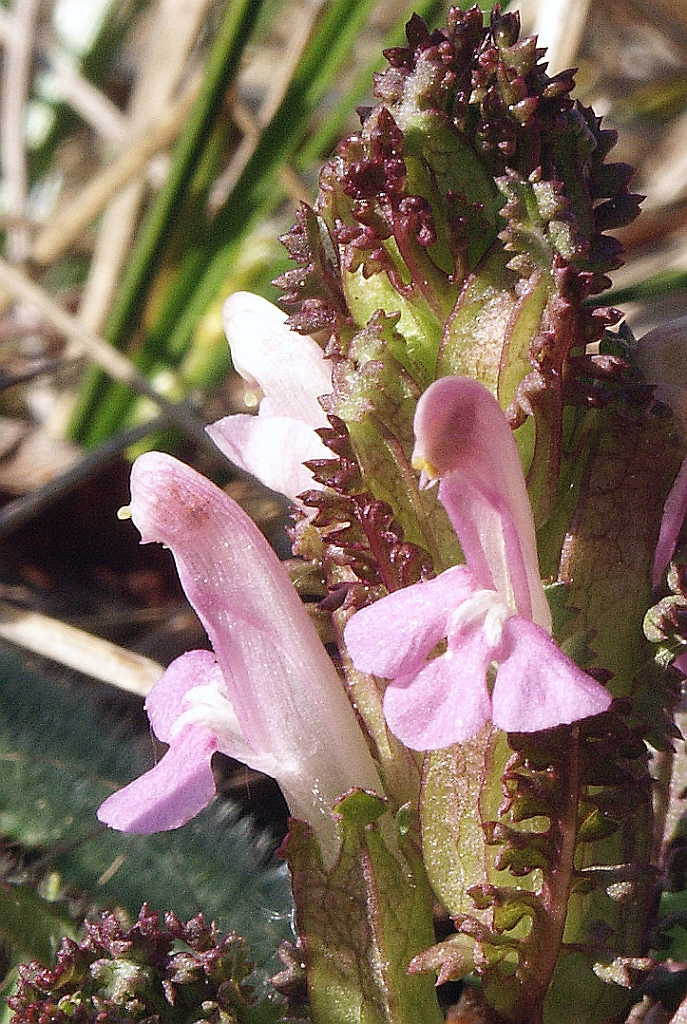
Zygomorphe Blüten

### Vegetative Merkmale
Das Wald-Läusekraut wächst als zweijährige krautige Pflanze und überschreitet selten Wuchshöhen von 20 Zentimetern. Es besitzt mehrere, dafür meist einfache Stängel, wovon die seitlichen häufig niederliegen, während der mittlere aufsteigt und fast vom Grund an Blüten trägt. 

### Generative Merkmale
Die deutlich gestielten Blüten stehen in einem Blütenstand zusammen. Die zwittrigen Blüten sind zygomorph und fünfzählig mit doppelter Blütenhülle. Der ordentlich ausgebildeten Kelch besitzt gezähnelte Abschnitte. Die rosafarbenen Kronblätter sind verwachsen. Die zweilippige Blütenkrone ragt mit ihrer Kronröhre über den Kelch hinaus. Die Oberlippe ist meist mit einem relativ kurzen Schnabel versehen und ihr Vorderteil, der als Helm bezeichnet wird, ist steil abfallend und weist zwei nach unten gerichtete Zähnchen auf. Die Unterlippe ist kahl. 
Die Kapselfrucht enthält nur zwei Samen. Der Samen ist hellbraun.
Die Chromosomenzahl beträgt 2n = 16.

## Ökologie
Das Wald-Läusekraut ist ein Hemikryptophyt. Beim Wald-Läusekraut handelt es sich um einen Halbparasiten.
Die homogamen Blüten stehen schief, was von den bestäubenden Insekten eine hohe Lernfähigkeit erfordert. Um an den vom Diskus abgesonderten Nektar zu gelangen, müssen die Insekten eine nur etwa 0,5 Millimeter große Öffnung in der Kronröhre auseinander drücken. Einige Hummeln können nur durch das Anbeißen der seitlichen Abschnitte der Kronröhre an den Nektar gelangen, da ihr Rüssel zu kurz ist. Deshalb erscheinen viele Blüten auch angefressen.
Die Diasporen, es sind die Samen, werden durch den Wind ausgebreitet.

## Vorkommen und Gefährdung
Das Wald-Läusekraut kommt in den submeridionalen bis nördlich temperaten Klimazonen vom Flach- bis in das Hügelland vor. In Deutschland ist seine Verbreitung zerstreut bis selten.
Das Wald-Läusekraut findet man zwar auch auf Feuchtwiesen in Wäldern, es kommt jedoch häufiger in Flach- und Quellmooren und an Grabenrändern vor. Es ist in Mitteleuropa eine Juncion-squarrosi-Verbandscharakterart, kommt aber auch in Pflanzengesellschaften der Verbände Caricion fuscae oder Ericion tetralicis vor.
Die Bestände des Wald-Läusekrauts gehen stark zurück, was vor allem daran liegt, dass extensiv genutzte Frisch- und Feuchtwiesen brach liegen, Feuchtwiesen trockengelegt und solche Gebiete zunehmend intensiv beweidet werden. Deshalb befindet sich das Wald-Läusekraut auch auf der Roten Liste der Gefäßpflanzen Deutschlands und ist dort momentan als Gefährdet (Klasse 3) eingestuft. In Mecklenburg-Vorpommern und Brandenburg ist diese Pflanzenart sogar vom Aussterben bedroht (Klasse 1).
In den Allgäuer Alpen steigt es nahe dem Riedbergpass in Bayern bis in eine Höhenlage von 1350 Meter auf.

## Systematik und Verbreitung
Es ist in Europa verbreitet.
Von Pedicularis sylvatica gibt es etwa drei Unterarten:
- Pedicularis sylvatica L. subsp. sylvatica: Es ist von der Iberischen Halbinsel über Mittel- sowie Nord- bis Südeuropa und in Rumänien verbreitet.[4]
- Pedicularis sylvatica subsp. hibernica D. A. Webb: Sie kommt in Irland, in Großbritannien, Frankreich, Belgien, den Niederlanden, in Deutschland, Dänemark und Norwegen vor.[4]
- Pedicularis sylvatica subsp. lusitanica (Hoffmanns. & Link) Cout. (Syn.: Pedicularis lusitanica Hoffmanns. & Link): Sie kommt in Portugal, Spanien und Marokko vor.[4]